# Het eiland onder de Aarde
Het eiland onder de Aarde (Amerikaanse titel: The Island under the Earth) is een roman van de Amerikaanse schrijver Avram Davidson. Het boek valt in te delen in de categorie fantasy. De Nederlandse uitgave verscheen bij Uitgeverij Born te Assen/Amsterdam. Davidson had twee vervolgen aangekondigd The Six-Limbed Folk en The Cap of Grace. Ze zijn nooit verschenen. Born kondigde aan dat het boekwerk op gelijke hoogte stond met het werk van J.R.R. Tolkien. De lezers en dus ook schrijver waren kennelijk een andere mening toegedaan.

## Synopsis
Het verhaal speelt zich af in een fantasywereld onder de oppervlakte van de Aarde. Daar is niets wat het lijkt. Zo is de hoofdpersoon Kapitein Stag, een ruwe zeebonk, die met zijn bootsman een landreis maakt over het schiereiland Allitu. De twee, soms vergezeld door de nukkige gekochte/geschaakte vrouw van Stag, komen in een mythologische wereld terecht vol centaurs, ogres en ander gespuis met vier  dan wel zes ledematen. Andere personen zijn de handelaar Tabnath Lo, Dellatindilla (een eunuch) en de zieners Gortecas en Castegor. Alleen zijn op zoek naar de Genadekap.
Omdat niets is wat het lijkt, maakt de schrijver steeds voorbehouden. De roman is opgebouwd uit allerlei losse verhaallijnen, die nergens vandaan komen en ook nergens naartoe gaan. Het lijkt daarbij op een droom of trip. Het onderwerp van de speurtocht, de Genadekap, blijft onduidelijk. Gezien de titel van deel III zou het later onthuld worden.